# 748 Air Services
748 Air Services, selten auch als Seven Four Eight Air Services bezeichnet, ist eine kenianische Charter-Fluggesellschaft. Sie wurde 1994 gegründet und nahm 1998 den Flugbetrieb auf. Die Zahl in ihrem Namen hat die Gesellschaft von der Hawker Siddeley HS 748 übernommen, dem ersten von ihr nach der Gründung eingesetzten Flugzeug.
Ursprünglich war die Gesellschaft in Sierra Leone registriert. Daher galt für sie, wie auch für sämtliche anderen in Sierra Leone registrierten Fluggesellschaften, ab März 2006 ein Betriebsverbot für die Europäische Union. Zwar wird 748 Air Services im Anhang A der ersten Fassung einer durch die Europäische Kommission herausgegebenen Liste der Luftfahrtunternehmen, deren gesamter Betrieb in der Gemeinschaft untersagt ist nicht ausdrücklich genannt. In den Aktualisierungen der Liste ab Juni 2006 bis Dezember 2019 ist der Untermensname aber aufgeführt. Das gegen sämtliche Fluggesellschaften aus Sierra Leone verhängte Betriebsverbot gilt auch in der aktuellen Version der Liste weiter (Stand: Juni 2021). Nach Angaben der Unternehmenswebsite unterliegt die Gesellschaft heute aber der Luftfahrtaufsicht in Kenia und ist daher nicht mehr von einem vom EU-Betriebsverbot betroffen.
Die Gesellschaft geriet 2021 in einen Streit mit der konkurrierenden Kenya Airways über Geschäftsräume am Flughafen Jomo Kenyatta International. Während 748 Air Services angab, für die Räume Miete an die African Airlines International (ehemals African Express Airways International) als Vermieterin zu zahlen, beansprucht Kenya Airways das Eigentum an der Immobilie und konnte am 16. Juli 2021 vor einem Gericht in Nairobi einen Räumungsbefehl erwirken. Noch vor dessen Zustellung drangen am 23. Juli 2021 fünfzehn bewaffnete Polizeibeamte der Polizeistation des Flughafens gewaltsam bei 748 Air Services ein und richteten nach Auskunft eines Sprechers der Airline erhebliche Schäden und Unordnung an. In einer von 748 Air Service am 26. Juli angestrengten Gegenklage untersagte ein anderer Richter vorläufig die weitere Durchsetzung der Räumung.
Im Februar 2023 gab die Gesellschaft bekannt, alle kommerziellen Passagierflüge einzustellen und sich auf Flüge für humanitäre Hilfsdienste zu konzentrieren.

## Flotte

### Aktuelle Flotte
Mit Stand Mai 2022 verfügte 748 Air Services über mindestens zwölf Flugzeuge.
| Flugzeugtyp            | aktiv | bestellt | Anmerkungen                               |
| ---------------------- | ----- | -------- | ----------------------------------------- |
| De Havilland DHC-8-100 | 06    | -        |                                           |
| De Havilland DHC-8-400 | 06    | -        | eine inaktiv; eine für die UNO im Einsatz |
| Gesamt                 | 12    | -        |                                           |

### Ehemalige Flugzeugtypen
- Antonow An-12T
- Antonow An-26
- Hawker Siddeley Andover C.1

Zumindest im Jahr 2013 verfügte die Fluggesellschaft auch über je eine Maschine des Typs Cessna 208 und Antonow An-28. Im Mai 2020 gab der Flugzeughersteller de Havilland Canada bekannt, dass 748 Air Services als erste Fluggesellschaft die neu zugelassene Frachtversion der Dash 8-100 einsetzen wird. Neben den De-Haviland-Maschinen hatte die Fluggesellschaft im Sommer 2020 noch drei Cessna C-208B Grand Caravan im Einsatz.

## Zwischenfälle
Von 1999 bis Dezember 2021 kam es bei 748 Air Services zu fünf Totalverlusten von Flugzeugen; bei einem davon wurde eine Person am Boden getötet. Bei den Flugzeugen handelte es sich um je zwei HS 748 und HS 780 Andover sowie eine An-12. Bei zwei weiteren Unfällen wurde je eine Hawker Siddeley HS 748 der 748 Air Services zerstört, die im Auftrag von Global Airlift Ltd unterwegs waren. Dabei kamen insgesamt 3 Menschen ums Leben.
- Am 14. Februar 1999 landete eine Hawker Siddeley HS 748 der 748 Air Services (Luftfahrzeugkennzeichen 9L-LBG) zu schnell und mit starkem Rückenwind auf dem Foxtrot Airstrip im Sudan (heute Südsudan). Die Maschine überrollte das Landebahnende und anschließend einige Baumstümpfe. Die Landepiste liegt rund 180 Kilometer nordnordwestlich von Malakal. Beide Piloten, die einzigen Insassen auf dem Frachtflug, überlebten den Unfall. Das Flugzeug wurde irreparabel beschädigt.[16][17]

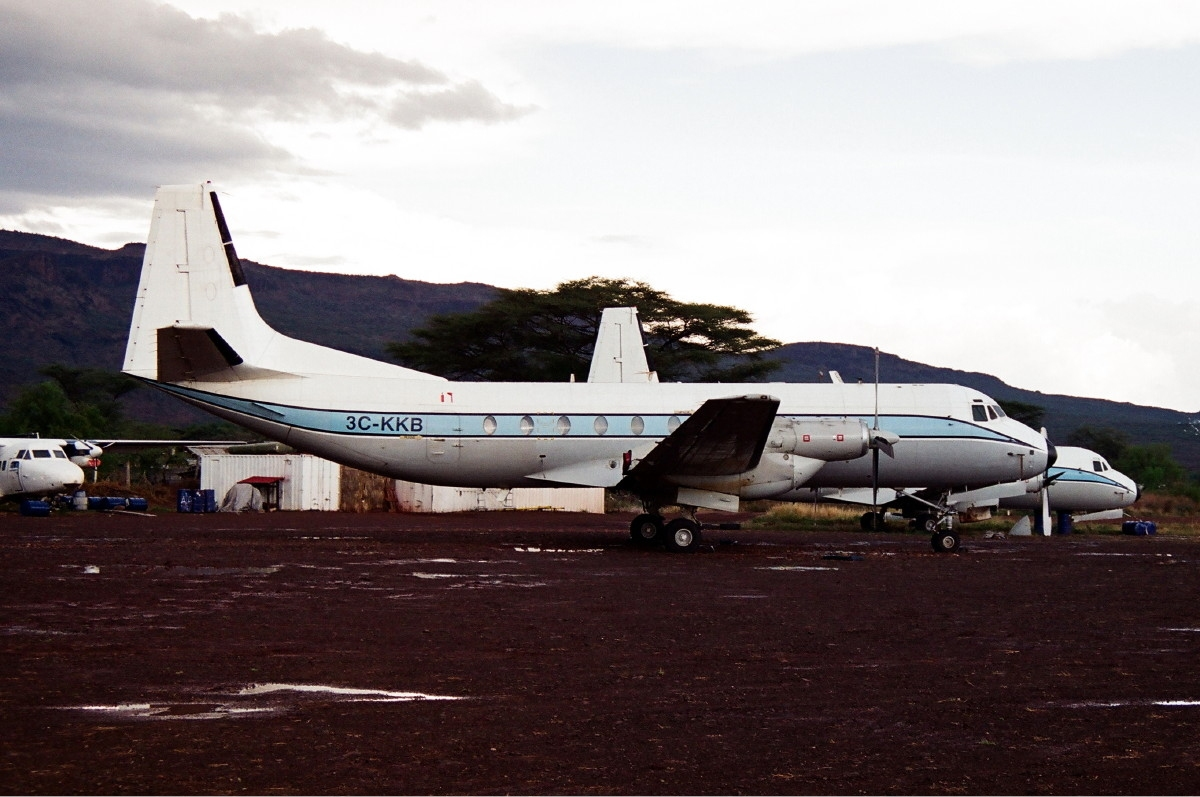
Andover C.1 3C-KKB der Air Services, verunglückt 2003

- Am 15. August 2003 (nach anderer Quelle im März 2003, genauer Tag unbekannt) kam es mit einer HS 780 Andover der 748 Air Services (3C-KKB) auf einem Frachtflug zu einer Bruchlandung auf dem Flugplatz von Rumbek (Sudan), wobei das Bugfahrwerk zusammenbrach. Vorausgegangen war ein Triebwerksausfall. Alle drei Besatzungsmitglieder, die einzigen Insassen, überlebten den Unfall.[18][19]

- Am 10. Juni 2005 machten die Piloten einer HS 780 Andover der 748 Air Services (5Y-SFE) auf dem Flughafen von Lokichoggio (Kenia) eine Bauchlandung, weil sie vergessen hatten, das Fahrwerk auszufahren und alle diesbezüglichen Warnungen missachteten. Das Flugzeug wurde erheblich beschädigt. Alle drei Besatzungsmitglieder, die einzigen Insassen des Frachtfluges, überlebten. Die ohnehin nur 1800 Meter lange Landebahn war durch die beschädigte Andover teilweise blockiert. Drei kleinere Verkehrsflugzeuge landeten auf dem verbliebenen Landebahnstück, während die Piloten zweier Antonow An-12 nach Juba (Sudan) auswichen. Auch dem Kapitän einer Lockheed L-100-30 Hercules der angolanischen Transafrik (S9-BAS) wurde dringend nahegelegt, zu einem anderen Flughafen auszuweichen. Er entschied sich jedoch für eine Landung vor Ort und setzte das Flugzeug sehr hart noch vor der Landebahn auf, wobei der Mittelrumpf brach. Kurz vor dem Stillstand schlug die rechte Tragfläche auch noch in die havarierte Andover ein, was dieser den Rest gab und auch sie zum Totalschaden machte.[20][21][22]

- Am 1. November 2006 verunglückte eine Antonow An-12 der 748 Air Services (9L-LFQ) bei der Landung auf dem Flugplatz Lokichoggio (Kenia). Das Flugzeug wurde aufgrund zu hoher Sinkgeschwindigkeit hart aufgesetzt und sprang dreimal von der Landebahn wieder hoch, bis schließlich das Bugfahrwerk der schwer beladenen Frachtmaschine brach. Die drei Passagiere und die sechsköpfige Besatzung konnten unverletzt das Flugzeug verlassen.[23]

- Am 20. Dezember 2009 geriet eine Hawker Siddeley HS 748 der 748 Air Services (5Y-YKM) bei der Landung auf dem Flugplatz Tonj im Bundesstaat Warrap des Sudan (heute Südsudan) von der Landebahn ab und prallte gegen eine im Bau befindliche Häusergruppe, wodurch der Flugzeugbug schwer beschädigt und das linke Hauptfahrwerk abgerissen wurde. Keiner der 41 Insassen wurde verletzt, aber eine Frau am Boden wurde getötet, nachdem sie von dem Flugzeug getroffen wurde.[24][25]

- Am 17. Februar 2014 kollidierte eine Hawker Siddeley HS 748 2B/371 der 748 Air Services (5Y-HAJ) bei der Landung auf dem Flugplatz Rubkona im Bundesstaat Unity (Südsudan) mit einem Torpfosten der Umzäunung. Dadurch entstand ein Riss in der Tragfläche, aus dem Treibstoff austrat. Die Maschine streifte zwei Gepäckfahrzeuge, die ebenso wie das Flugzeug in Brand gerieten. Einer der beiden Passagiere wurde getötet, die anderen drei Insassen überlebten. Das Flugzeug war im Auftrag von Global Airlift Ltd mit Hilfsgütern der International Organization for Migration im Einsatz (siehe auch Flugunfall der Global Airlift bei Rubkona).[26][27]

- Am 14. November 2014 stürzte eine Hawker Siddeley HS 748 2B/399 LFD der 748 Air Services (5Y-BVQ) am Flugplatz von Panyagor (Bundesstaat Jonglei, Südsudan) nur 20 Meter vor der Landebahn in Häuser. Das aus Juba kommende Frachtflugzeug verunglückte beim zweiten Anflugversuch. Beide Piloten kamen ums Leben, der dritte Insasse, ein Mechaniker, überlebte den Unfall. Das Flugzeug war im Auftrag von Global Airlift Ltd mit Hilfsgütern der Lutheran World Federation unterwegs.[28][29]